# Deutscher Filmverlag
Der Deutsche Filmverlag war ein Verlag in Ost-Berlin von 1946 bis 1951.

## Geschichte
1946 gründete Karl Hans Bergmann den Deutschen Filmverlag zu dem von ihm gegründeten Filmstudios DEFA. 1948 war der Verlagssitz Unter den Linden 11. Nachdem Bergmann 1949 nach West-Berlin gegangen war, übernahm Paul Letsch die Leitung. In diesem Jahr war die Adresse Hankestraße 3. 1951 wurde der Deutsche Filmverlag aufgelöst. Seine Rechte und neue Publikationen wurden vom Henschelverlag übernommen.

## Publikationen
Im Deutschen Filmverlag wurde Literatur über Filme herausgegeben, darunter Berichte, Textbücher und auch belletristische Veröffentlichungen.
Die Zeitschriften Neue Film-Welt (1947–1953) und Bild und Ton (1948–1951) erschienen ebenfalls im Verlag.